# Halticoptera stella
Halticoptera stella är en stekelart som beskrevs av Girault 1917. Halticoptera stella ingår i släktet Halticoptera och familjen puppglanssteklar. Inga underarter finns listade i Catalogue of Life.